# Берульцева, Софья Полихроновна
Софья Полихроновна Берульцева (род. 6 ноября 2000 года, Шымкент, Южно-Казахстанская область, Казахстан) — казахстанская каратистка, бронзовый призёр летних Олимпийских игр 2020 в Токио.

## Биография
Начала заниматься карате в Шымкенте в 6 лет. Выиграла золотую медаль в весовой категории свыше 59 кг на молодёжных чемпионатах Азии в Джакарте в 2016 году и в Астане в 2017 году. Победила на молодёжном чемпионате мира 2017 года на Тенерифе (Испания). На чемпионате мира в Мадриде в 2018 году проиграла в первом раунде. На чемпионате Азии 2019 года в Ташкенте завоевала серебряную медаль в весовой категории свыше 68 кг.
7 августа 2021 года на летних Олимпийских играх 2020 в Токио соревновалась в весовой категории свыше 61 кг. В групповом турнире добыла ничью в стартовом поединке с турецкой спортсменкой Мельтем Ходжаоглу Акйол, а затем одержала победу над Сильвией Семераро (Италия), Ириной Зарецкой (Азербайджан) и Аюми Уэкуса (Япония). Со второго места в группе вышла в полуфинал, где проиграла египетской каратистке Ферьяль Абделазиз, получив в итоге бронзовую медаль Олимпиады-2020.
В 2022 году в июле Софья победила на Всемирных играх 2022 в Бирмингеме (Алабама, США) в категории свыше 68 кг, в августе стала чемпионкой Игр исламской солидарности 2021 в Конье (Турция) в той же весовой категории.
В октябре 2023 года Софья, победив в финале непальскую каратистку Арику Гурунг, завоевала золотую медаль Азиатских игр в Ханчжоу.

## Награды
- Орден «Курмет» (13 августа 2021 года)[6]